# Sturehof
A Sturehof egy tenger gyümölcseit és kagylókat kínáló étterem, amely a Stureplan területén található, Stockholm központjában, Svédországban. Múltja a XIX. század végéig vezethető vissza.
Az étteremre vonatkozó első információk 1897-ből származnak, amikor Ernst Marcus Málta nevű sörözőt nyitott az épületben. 1887 óta azonban egy másik létesítmény is működött ugyanazon a helyiségben, ez magyarázza, hogy a Sturehof 2017-ben fennállásának 130. évfordulóját ünnepelhette. A Sturehof nevet 1905-ben vette fel, és az éttermet 1976-ig a svéd Marcus család vezette. Jelenleg a Svenska Brasserier étteremvállalathoz tartozik, amely néhány létesítményt üzemeltet a Stureplanon és annak környékén.
A Sturehof indulásától a halak és kagylók felszolgálására specializálódott, de színvonala idővel ingadozott. Régebben inkább sörbárnak tartották, ma már borlapjáról ismerik el, és olyan hírességeket látott vendégül, mint Bill Clinton, John Bon Jovi és John Kerry.
Sturehofban ismert arról is, hogy ebben az épületben született meg a svéd autógyártás úttörőjének számító Volvo autógyártó cég alapötlete is, amikor 1924 augusztusában Assar Gabrielsson és Gustaf Larson megegyeztek, hogy megpróbálnak új autóipari vállalatot alapítani Svédországban. Az Assar Gabrielsson által kézzel írt magánszerződést csak több mint egy évvel később, 1925. december 16-án véglegesítették.

## Fordítás
- Ez a szócikk részben vagy egészben  a   Sturehof című angol Wikipédia-szócikk ezen változatának fordításán alapul.  Az eredeti cikk szerkesztőit annak laptörténete sorolja fel. Ez a jelzés csupán a megfogalmazás eredetét és a szerzői jogokat jelzi, nem szolgál a cikkben szereplő információk forrásmegjelöléseként.